# Елевферий (папа римский)
Елевфе́рий или Элевте́рий (др.-греч. Ἐλευθέριος;  лат. Eleutherius; ум. 189) — епископ Рима с 22 мая 174 (175 года) по 26 июля 189 года.

## Биография
Согласно Liber Pontificalis, родился в Никополе (Эпир) в семье грека по имени Хабундий (Habundius). Был поставлен диаконом в Риме при папе Аникете (154—164), и, видимо, оставался им и при последующем папе, Сотирии, после кончины которого в 174 году он стал епископом Рима.
Боролся с монтанистами, заботился о миссионерстве (якобы отправил послание в Британию). Похоронен в Ватикане.
День памяти у католиков — 26 мая; в православии его имя есть в святцах Элладской церкви (26 мая).